# 竹内和憲
竹内 和憲（たけうち かずのり、1959年5月3日 - ）は大阪府大阪市平野区出身の元プロ野球選手（投手）。右投右打。

## 来歴・人物
1977年のドラフト会議にてドラフト6位で南海ホークスに入団。1軍出場のないまま1980年に引退。

## 詳細情報

### 年度別投手成績
- 一軍公式戦出場なし

### 背番号
- 51 （1978年 - 1980年）